# Cereus hexagonus
Cereus hexagonus is een tot 10 meter hoge zuilcactus met kaarsrecht omhoog groeiende, aanvankelijk groene en later grijs bewaste stammen. Er zijn gewoonlijk 4 tot 6 uitstekende ribben die op bepaalde plekken zo'n tien stekels dragen die 6 cm lang kunnen worden.

## Verspreidingsgebied
Het verspreidingsgebied omvat een deel van tropisch Zuid-Amerika: Colombia, Brazilië, Frans-Guyana, Guyana, Suriname, Trinidad en Venezuela.
In Suriname groeit hij op zandige ritsen, vooral in Galibi en Wia Wia.
De cactus groeit in Venezuela op de hellingen van de Cordillera de la Costa. In Frans-Guyana vooral op de duinen. De bloemen worden bevrucht door insecten zoals pijlstaarten. 
Fruitetende vleermuizen zoals Artibeus lituratus voeden zich met de schil en het moes van de vrucht.

## Beeldgalerij

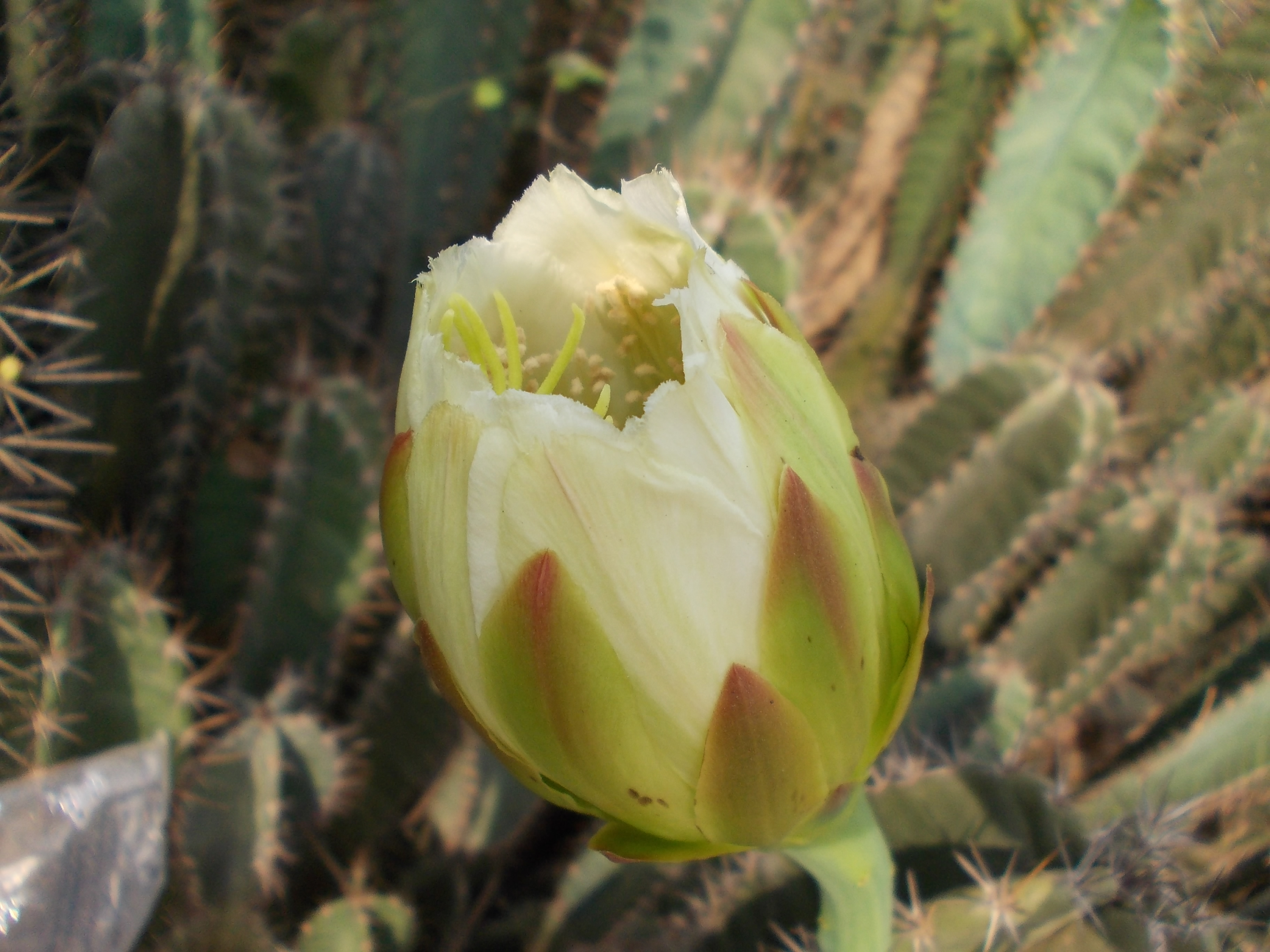
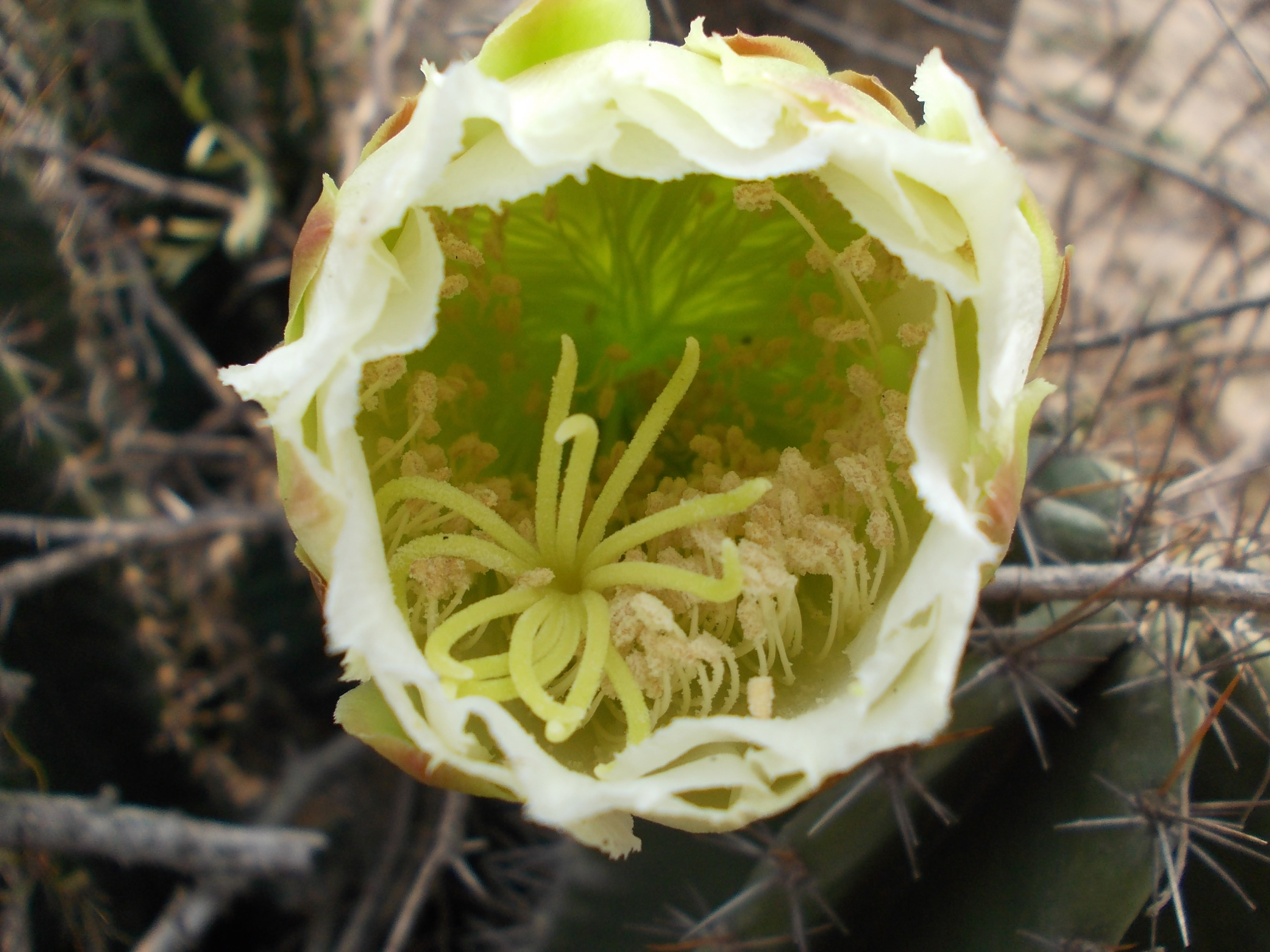
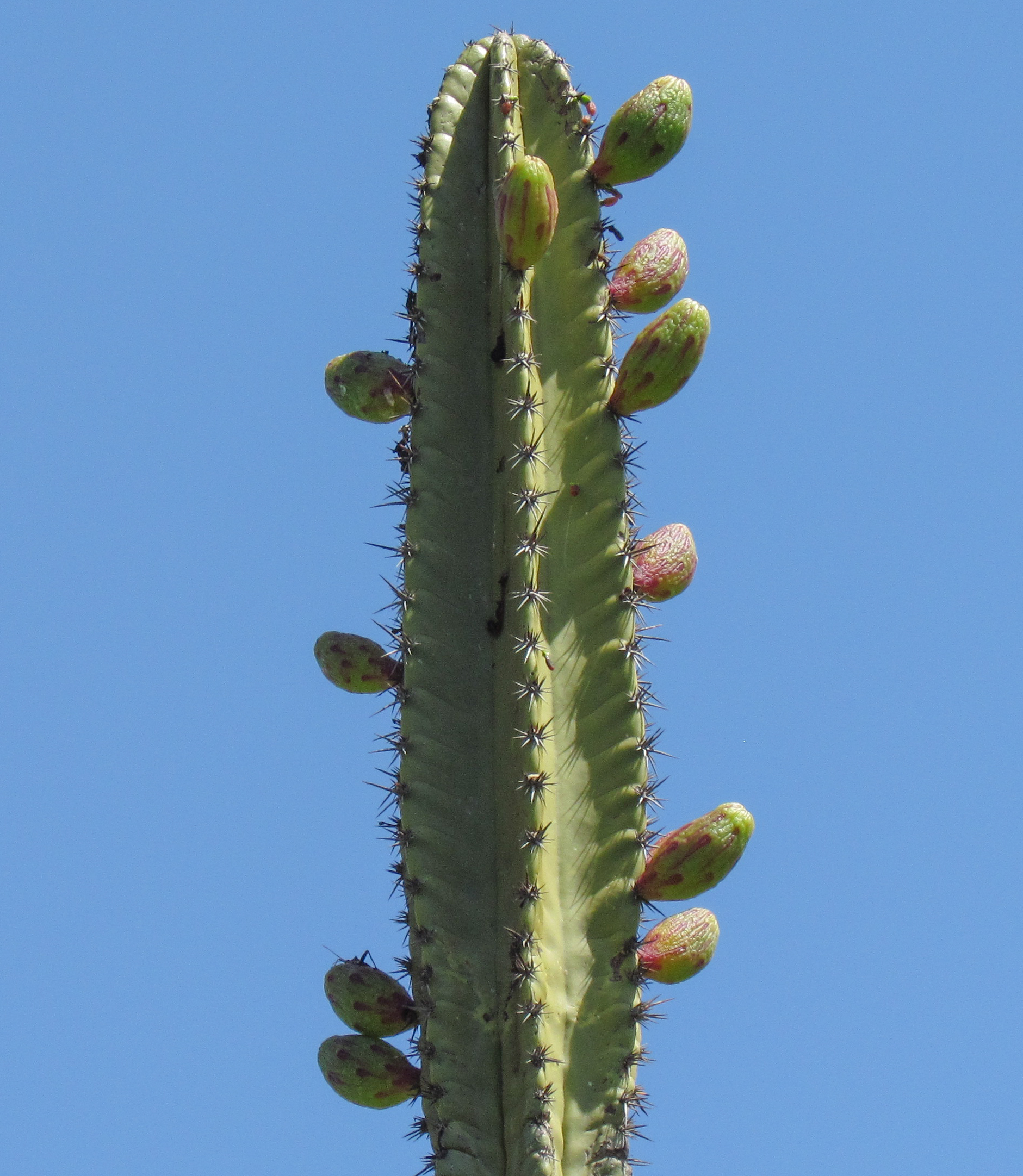
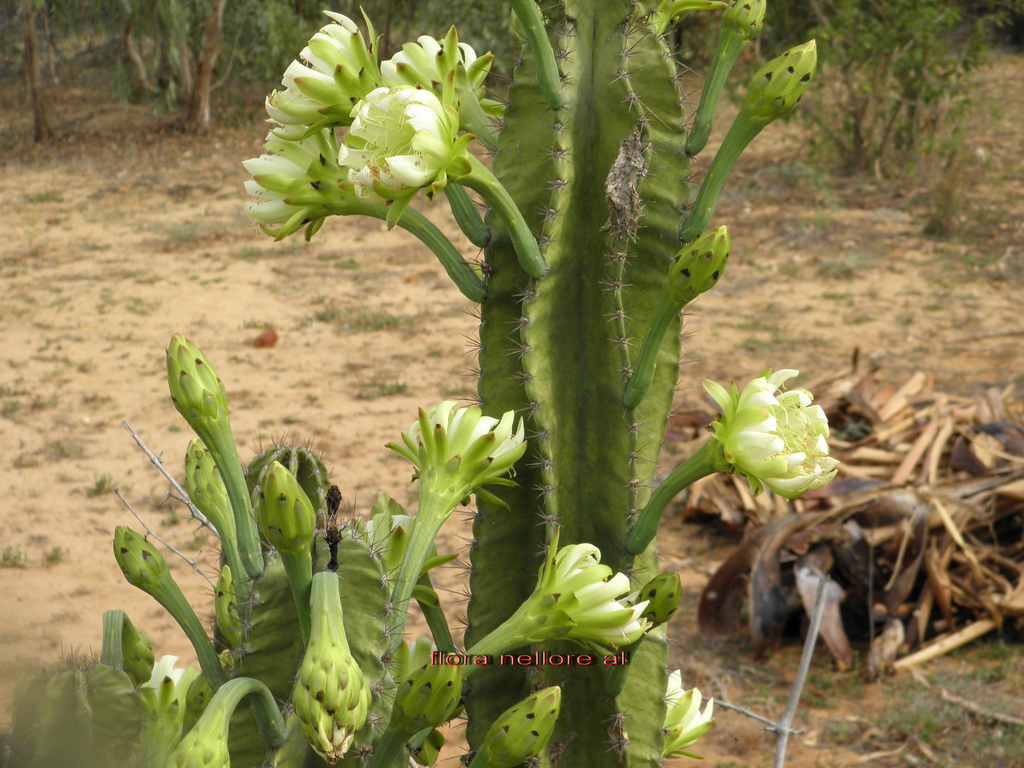